# Eugène Parlier
Eugène Parlier (Montreux, 13 febbraio 1929 – Montreux, 30 ottobre 2017) è stato un calciatore svizzero, di ruolo portiere.

## Palmarès

### Club

#### Competizioni nazionali
- Campionato svizzero: 2

Servette: 1949-1950
Losanna: 1964-1965